# Adelphobates galactonotus
Adelphobates galactonotus е вид земноводно от семейство Дърволази (Dendrobatidae). Видът е незастрашен от изчезване.

## Разпространение
Разпространен е в Бразилия (Пара и Токантинс).

## Описание
Популацията на вида е стабилна.